# Kyndyg
Kyndyg (abchazsky Кындыӷ, gruzínsky კინდღი – Kindgi) je vesnice v Abcházii v okrese Očamčyra. Leží přibližně 18 km západně od okresního města Očamčyra na pobřeží Černého moře. Obec sousedí na západě s Adzjubžou a s Arakjačí, na severu s Atarou, na severovýchodě s Kutolem a na východě s Tamší, kde hranici obce tvoří řeka Toumyš. Obcí prochází silnice spojující abchazské hlavní město Suchumi s Gruzií a také železnice.
Oficiálním názvem obce je Vesnický okrsek Kyndyg (rusky Кындыгская сельская администрация, abchazsky Кындыӷ ақыҭа ахадара). Za časů Sovětského svazu byl okrsek rozdělen na Kindgský selsovět (Киндгский сельсовет) a Achali-Kindgský selsovět (Ахали-Киндгский сельсовет).

## Části obce
Součástí Kyndygu jsou následující části:
- Kyndyg (Кындыӷ / Кындӷ)
- Akvara Uaa (Акәара Уаа)
- Alapanra / Lapaná / Lipana (Алаԥанра / (Лаԥанаа / Лиԥана)
- Achy Uaa / Kyndyg Achu (Ахы уаа / Кындыӷ ахәы)
- Nový Kyndyg (Кындыӷ-Ҿыҵ) – založen jako Achali Kindgi (Nové Kindgi)

## Historie
Ještě v 19. století byl Kyndyg součástí sousední obce Tamše a žili zde pouze abchazští rolníci.
V době vlády Stalina v průběhu 30. let se do Kyndygu přistěhovalo mnoho Megrelů ze západní Gruzie, kteří se usadili v neobydlené západní části území obce, kde utvořili jednolité megrelské sídlo, jež bylo později z obce vyčleněno jako samostatný selsovět Nové Kindgi (Achali Kindgi). Od zhruba poloviny 20. století do roku 1993 se na území současného Kyndygu nacházely selsověty dva: Kindgský a Achali-Kindgský.
Na konci války v Abcházii v letech 1992 a 1993 veškeré gruzínské a megrelské obyvatelstvo opustilo domovy a území Nového Kindgi bylo opětovně připojeno ke Kyndygu. Po válce zůstala obec následkem intenzivních bojů značně zpustošená a zdejší abchazské obyvatelstvo též odešlo, většinou do Suchumi. Část se později vrátila a v Novém Kyndygu proměnila několik domů a pozemků v apartmány či autokempy pro turisty, trávící dovolenou u moře nebo u termálních pramenů v nejzápadnějším cípu Nového Kyndygu. U mořských břehů na jihovýchod od Nového Kyndygu se nachází rozvaliny pevnosti Sv. Tomáše.

## Obyvatelstvo
Dle nejnovějšího sčítání lidu z roku 2011 je počet obyvatel této obce 711 a jejich složení následovné:
- 668 Abchazů (94,0 %)
- 22 Rusů (3,1 %)
- 9 Arménů (1,3 %)
- 7 Gruzínců (1,0 %)
- 5 ostatních národností (0,6 %)

Před válkou v Abcházii žilo v obci bez přičleněných vesniček 397 obyvatel a v Novém Kindgi 3174 obyvatel. V celém Kindgském selsovětu v roce 1959 žilo 602 obyvatel a v Achali-Kindgském selsovětu 1476 obyvatel.